# Лесотундра

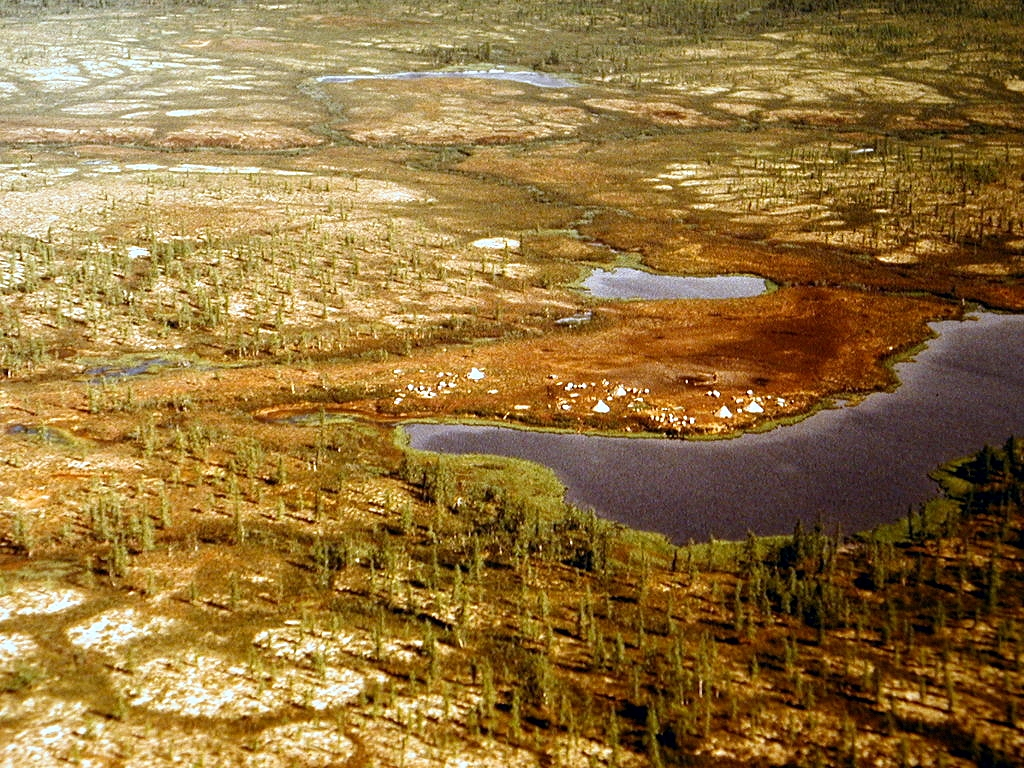
Лесотундра в России

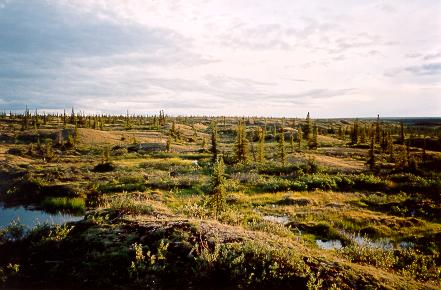
Лесотундра в Канаде

Лесоту́ндра — переходная природная зона от тундры к зоне тайги.
Лесотундровые (бореально-субарктические) ландшафты образуют переходную полосу с расплывчатыми границами, где на междуречьях угнетённые редколесья чередуются с кустарниковыми или типичными тундрами.
Ландшафты лесотундры протягиваются полосой южнее тундровой зоны на севере Евразии и в Северной Америке в виде вытянутой с запада на восток полосы шириной от 30—50 до 300—400 км .

## Климат
Средние температуры воздуха в июле +10 — +14 °C, а в январе, в зависимости от континентальности климата, от −10° до −40 °C.
Несмотря на малое количество атмосферных осадков (200—350 мм), для лесотундры характерно резкое превышение увлажнения над испарением, что обусловливает широкое распространение озёр — от 10 до 60 % площади подзоны. Распространено заболачивание. В питании рек преобладают талые снеговые воды, поэтому половодье на реках бывает летом, когда тают снега. Коэффициент увлажнений больше единицы (k>1).

## Почвы
Почвы торфянисто-глеевые, торфяно-болотные, а под редколесьями — глеево-подзолистые (подбуры). За исключением редких таликов грунты повсеместно многолетнемерзлые.

## Растительный мир
Кустарниковые тундры и редколесья меняются в связи с долготной зональностью. В западной и центральной частях североамериканской лесотундры (на территории штата Аляска и на большей части севера Канады) вместе с карликовыми берёзами и полярными ивами растут чёрная и белая ели, часто лиственница американская, на юго-востоке (полуостров Лабрадор) к ним иногда присоединяется бальзамическая пихта; на севере Фенноскандии, в том числе на Кольском полуострове — пушистая берёза (её особая разновидность — берёза извилистая), сосна обыкновенная, ель финская; в других районах севера Европейской части России, расположенных западнее Урала — ель сибирская; в Западной Сибири — ель сибирская с сибирской лиственницей и душекией; восточнее плато Путорана даурская лиственница; к востоку от реки Лена прибавляется кедровый стланик.
Реки лесотундры оказывают отепляющее воздействие на климатические условия в долинах, поэтому по речным долинам древесная растительность далеко проникает в тундру. Кроме того, долины рек защищают леса от жестоких ветров, случающихся там. Островки лесов состоят из берёзы, ели, лиственницы. Деревья низкорослые, местами пригнуты к земле. В междуречьях встречаются низкорослые разреженные леса с лишайниковым покровом. Они чередуются с кустарниковой тундрой.

## Животный мир

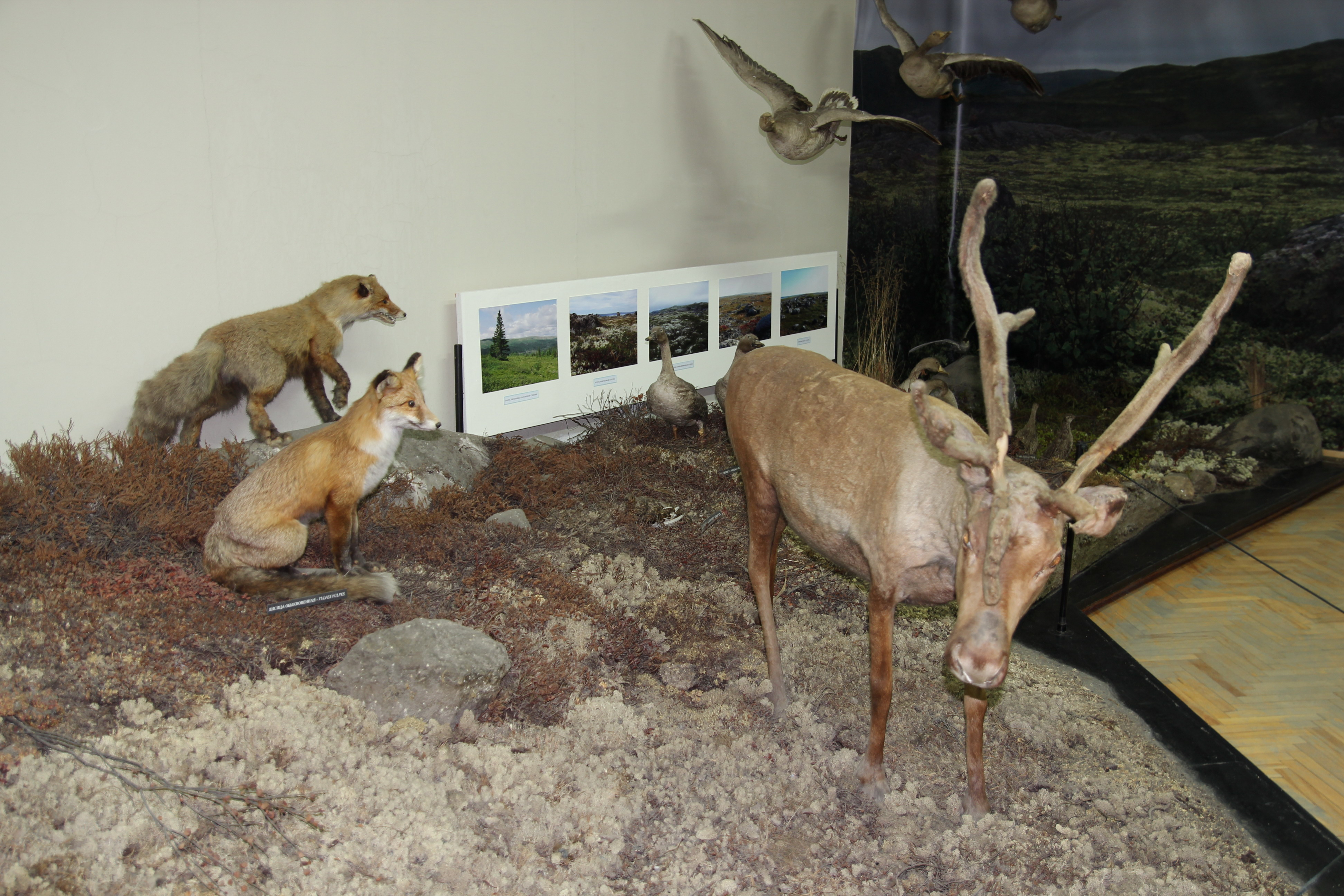
Представители фауны тундры в Краеведческом музее Мурманска

Животный мир лесотундры похож на животный мир тайги и тундры.
Здесь обитают:
- млекопитающие: северный олень, лось, волк, медведь, заяц-беляк, лемминги, белка, песец, лисица, росомаха[6];
- птицы: белая и тундряная куропатка, полярная сова (в зимнее время), кулики, утки, гуси (в летнее время) и др.[6];
- многочисленны кровососущие насекомые, как например комары[6].

## Хозяйственное использование
Оленеводство и охота — традиционные занятия коренного населения, использующего до 90 % территории под оленьи пастбища.
Вместе с северной и средней тайгой лесотундра входит в зону очагового земледелия, где местами в открытом грунте выращивают: картофель, капусту, лук, репу, редис, зелень, морковь.
Лесотундра — ценное оленье пастбище и охотничьи угодья.

## Охрана природы
Для охраны и изучения природных ландшафтов лесотундры созданы заповедники и национальные парки, в том числе Таймырский заповедник.